# 戚芳
戚芳，金庸武侠小说《连城诀》中的女角之一，美麗善良，重視親情。與狄雲原是一對情侶。在狄雲被害入獄後被騙嫁給冤案的幕後黑手－同門師兄萬圭，在真相大白後被萬圭殺害。

## 生平
書中一開始有提及戚芳年紀約十七八歲,圓圓的臉蛋,一雙大眼溜溜地。經師伯萬震山邀請與父親、師兄一同從湘西鄉下去荊州給萬震山拜壽。師兄狄雲因不聽阻勸與萬震山仇人呂通交手，並得到裝扮為乞丐的言達平幫助戰勝呂通，萬家八弟子因「面上無光」記恨於他。又因戚芳與他行為親密，遭此八人嫉妒，並在當夜遭群毆。
在她父親「刺殺」萬震山未遂「逃跑」後，後狄雲被以萬震山兒子萬圭為首的萬家弟子陷害強姦萬震山小妾桃紅而關入江陵大牢，並被削斷右手五指、穿琵琶骨。
後來戚芳嫁給萬圭，並生下一女空心菜。
後在菜園重遇狄雲，心中是濃濃的傷痕。後來萬圭中了蠍毒，狄雲假扮的郎中送來的解藥被吳坎偷走，吳坎欲迫戚芳以身換藥，無意間透露狄雲當初被騙的經過。戚芳中得知真相後雖怨萬圭，但一心認命，只當狄雲及自己命苦，對師哥狄雲心中有愧。然而，戚芳發現狄雲帶來解藥之時，同時帶來了唐詩選輯，也就是連城劍譜。萬圭看到劍譜後馬上與萬震山解開秘密，戚芳不知當中的秘密，只不欲兩人取走父親戚長發的書，故藉機偷走了連城劍譜，卻被萬圭發現。萬圭以為她想吞沒劍譜，且誤以為她和吳坎做了苟且之事，與萬震山計劃殺死吳坎及戚芳兩人。
戚芳竊見吳坎被萬震山殺死，萬氏父子欲把屍體砌在牆內，期間透露當初對付戚長發也是同一辦法，戚芳不知父親裝死得以逃脫，趁萬震山父子蠍毒發作時要他們說出全部真相，反被萬震山搶走她自吳坎屍身取得的蠍毒解藥，萬圭欲殺戚芳及空心菜以絕後患，終狄雲出手相救。狄雲把萬氏父子丟進牆洞，給以其人之道還以其人之身為師父報仇，然後帶戚芳母女離開，但戚芳不忍，回頭從牆洞救出萬氏父子，最終被萬圭在肚中刺了一刀殺害，臨終前囑咐狄雲扶養空心菜長大成人。